# Bóng đá tại Thế vận hội Mùa hè 2012 – Vòng loại Nam khu vực châu Á (Vòng 3)
Các trận đấu thuộc vòng thứ ba của vòng loại môn bóng đá nam Thế vận hội Mùa hè 2012 khu vực châu Á diễn ra từ ngày 21 tháng 9 năm 2011 đến ngày 14 tháng 3 năm 2012. 

## Thể thức
Tổng cộng 12 đội tuyển giành quyền tham dự từ vòng 2 được bốc thăm chia thành ba bảng, mỗi bảng gồm bốn đội. Các đội trong mỗi bảng thi đấu với nhau theo thể thức vòng tròn hai lượt tính điểm trên sân nhà và sân khách. Ba đội đứng đầu ở ba bảng đấu sẽ giành vé tới vòng chung kết Thế vận hội tại Luân Đôn, trong khi ba đội đứng nhì bảng sẽ đi tiếp vào vòng play-off để xác định một đội duy nhất sẽ thi đấu với đại diện của châu Phi trong trận play-off liên lục địa.

## Bốc thăm
Lễ bốc thăm cho vòng loại thứ ba được tổ chức vào ngày 7 tháng 7 năm 2011 tại trụ sở AFC ở Kuala Lumpur, Malaysia.
12 đội tuyển lọt vào vòng ba được xếp vào bốn nhóm hạt giống dựa trên thành tích của họ tại vòng loại khu vực và vòng chung kết của giải bóng đá nam Thế vận hội Mùa hè 2008 (thứ hạng tổng thể của các đội tuyển được hiển thị trong ngoặc đơn). Với việc lọt vào giải đấu nam tại kỳ Thế vận hội lần trước, Hàn Quốc, Úc và Nhật Bản là ba đội được chọn làm hạt giống ở ba bảng và được xếp vào nhóm A tại buổi lễ bốc thăm.
Lưu ý: Các đội tuyển in đậm đã vượt qua vòng loại để tham dự Thế vận hội. Các đội tuyển in nghiêng giành quyền tham dự vòng 4.
| Nhóm A                                 | Nhóm B                               | Nhóm C                                           | Nhóm D                                 |
| -------------------------------------- | ------------------------------------ | ------------------------------------------------ | -------------------------------------- |
| - Hàn Quốc (1) - Úc (2) - Nhật Bản (4) | - Iraq (7) - Bahrain (6) - Qatar (7) | - Ả Rập Xê Út (8) - Syria (10) - Uzbekistan (12) | - Oman (16) - UAE (17) - Malaysia (19) |

## Lịch thi đấu
Lịch thi đấu cho mỗi lượt đấu như sau.
| Lượt đấu   | Ngày                    |
| ---------- | ----------------------- |
| Lượt đấu 1 | 21 tháng 9 năm 2011     |
| Lượt đấu 2 | 22–23 tháng 11 năm 2011 |
| Lượt đấu 3 | 27 tháng 11 năm 2011    |
| Lượt đấu 4 | 5 tháng 2 năm 2012      |
| Lượt đấu 5 | 21–22 tháng 2 năm 2012  |
| Lượt đấu 6 | 14 tháng 3 năm 2012     |

## Các bảng đấu

### Bảng A
| VT | Đội         | ST | T | H | B | BT | BB | HS | Đ  | Giành quyền tham dự |     |     |     |     |     |
| -- | ----------- | -- | - | - | - | -- | -- | -- | -- | ------------------- | --- | --- | --- | --- | --- |
| 1  | Hàn Quốc    | 6  | 3 | 3 | 0 | 8  | 2  | +6 | 12 | Thế vận hội Mùa hè  |     |     | 2–0 | 0–0 | 1–0 |
| 2  | Oman        | 6  | 2 | 2 | 2 | 8  | 8  | 0  | 8  | Đi tiếp vào vòng 4  |     | 0–3 |     | 3–0 | 2–0 |
| 3  | Qatar       | 6  | 1 | 4 | 1 | 6  | 8  | −2 | 7  |                     |     | 1–1 | 2–2 |     | 2–1 |
| 4  | Ả Rập Xê Út | 6  | 0 | 3 | 3 | 4  | 8  | −4 | 3  |                     | 1–1 | 1–1 | 1–1 |     |     |

1. ↑  Oman được xử thắng 3–0 sau khi Qatar bị phát hiện đã đưa cầu thủ bị treo giò Abdelaziz Hatem vào sân thi đấu. Kết quả ban đầu là 1–1.[2]

| Hàn Quốc                              | 2–0      | Oman |
| ------------------------------------- | -------- | ---- |
| Yoon Bit-Garam 24' · Kim Bo-Kyung 74' | Chi tiết |      |

| Ả Rập Xê Út | 1–1      | Qatar         |
| ----------- | -------- | ------------- |
| Dagriri 12' | Chi tiết | Al Nahoyi 89' |

| Oman                       | 2–0      | Ả Rập Xê Út |
| -------------------------- | -------- | ----------- |
| Hardan 15' · Al Shamli 56' | Chi tiết |             |

| Qatar             | 1–1      | Hàn Quốc          |
| ----------------- | -------- | ----------------- |
| Majid 43' (ph.đ.) | Chi tiết | Kim Hyun-Sung 68' |

| Hàn Quốc                    | 1–0      | Ả Rập Xê Út |
| --------------------------- | -------- | ----------- |
| Cho Young-Cheol 33' (ph.đ.) | Chi tiết |             |

| Oman           | 3–0 (xử thắng) | Qatar       |
| -------------- | -------------- | ----------- |
| Al-Maqbali 11' | Chi tiết       | Khalfan 88' |

| Qatar                       | 2–2      | Oman                       |
| --------------------------- | -------- | -------------------------- |
| Khalfan 26' · Al-Haidos 86' | Chi tiết | Al-Maqbali 34' · Farah 76' |

| Ả Rập Xê Út | 1–1      | Hàn Quốc           |
| ----------- | -------- | ------------------ |
| Khudari 60' | Chi tiết | Kim Bo-Kyung 90+1' |

| Oman | 0–3      | Hàn Quốc                                                |
| ---- | -------- | ------------------------------------------------------- |
|      | Chi tiết | Nam Tae-Hee 1' · Kim Hyun-Sung 68' · Baek Sung-Dong 72' |

| Qatar                      | 2–1      | Ả Rập Xê Út        |
| -------------------------- | -------- | ------------------ |
| Al-Haidos 44' · Nabeel 78' | Chi tiết | Walibi 12' (ph.đ.) |

| Ả Rập Xê Út     | 1–1      | Oman          |
| --------------- | -------- | ------------- |
| Al-Muwallad 57' | Chi tiết | Al-Hadhri 43' |

| Hàn Quốc | 0–0      | Qatar |
| -------- | -------- | ----- |
|          | Chi tiết |       |

### Bảng B
| VT | Đội        | ST | T | H | B | BT | BB | HS | Đ  | Giành quyền tham dự |     |     |     |     |     |
| -- | ---------- | -- | - | - | - | -- | -- | -- | -- | ------------------- | --- | --- | --- | --- | --- |
| 1  | UAE        | 6  | 4 | 2 | 0 | 8  | 2  | +6 | 14 | Thế vận hội Mùa hè  |     |     | 0–0 | 3–0 | 1–0 |
| 2  | Uzbekistan | 6  | 2 | 2 | 2 | 7  | 5  | +2 | 8  | Đi tiếp vào vòng 4  |     | 2–3 |     | 2–0 | 2–0 |
| 3  | Iraq       | 6  | 1 | 2 | 3 | 2  | 7  | −5 | 5  |                     |     | 0–1 | 2–1 |     | 0–0 |
| 4  | Úc         | 6  | 0 | 4 | 2 | 0  | 3  | −3 | 4  |                     | 0–0 | 0–0 | 0–0 |     |     |

1. ↑  UAE được xử thắng 3–0 sau khi Iraq bị phát hiện đã đưa cầu thủ bị treo giò Jasim Faisal vào sân thi đấu. Kết quả ban đầu là 2–0 nghiêng về Iraq.[3]

| Uzbekistan                  | 2–0      | Iraq |
| --------------------------- | -------- | ---- |
| Temurkhuja 71' · Turaev 78' | Chi tiết |      |

| Úc | 0–0      | UAE |
| -- | -------- | --- |
|    | Chi tiết |     |

| Iraq | 0–0      | Úc |
| ---- | -------- | -- |
|      | Chi tiết |    |

| UAE | 0–0      | Uzbekistan |
| --- | -------- | ---------- |
|     | Chi tiết |            |

| Úc | 0–0      | Uzbekistan |
| -- | -------- | ---------- |
|    | Chi tiết |            |

| UAE | 3–0 (xử thắng) | Iraq                         |
| --- | -------------- | ---------------------------- |
|     | Chi tiết       | Abdul-Raheem 21' · Sabah 77' |

| Iraq | 0–1      | UAE    |
| ---- | -------- | ------ |
|      | Chi tiết | Ali 3' |

| Uzbekistan              | 2 – 0    | Úc |
| ----------------------- | -------- | -- |
| Turaev 27' · Zoteev 85' | Chi tiết |    |

| Iraq                                  | 2–1      | Uzbekistan |
| ------------------------------------- | -------- | ---------- |
| M. Abdullah 45+2' (ph.đ.) · Ahmad 88' | Chi tiết | Musaev 23' |

| UAE             | 1–0      | Úc |
| --------------- | -------- | -- |
| Abdulrahman 23' | Chi tiết |    |

| Uzbekistan              | 2–3      | UAE                           |
| ----------------------- | -------- | ----------------------------- |
| Zoteev 34' · Musaev 47' | Chi tiết | Khalil 51', 55' · Saleh 90+3' |

| Úc | 0–0      | Iraq |
| -- | -------- | ---- |
|    | Chi tiết |      |

### Bảng C
| VT | Đội      | ST | T | H | B | BT | BB | HS  | Đ  | Giành quyền tham dự |     |     |     |     |     |
| -- | -------- | -- | - | - | - | -- | -- | --- | -- | ------------------- | --- | --- | --- | --- | --- |
| 1  | Nhật Bản | 6  | 5 | 0 | 1 | 13 | 3  | +10 | 15 | Thế vận hội Mùa hè  |     |     | 2–1 | 2–0 | 2–0 |
| 2  | Syria    | 6  | 4 | 0 | 2 | 12 | 6  | +6  | 12 | Đi tiếp vào vòng 4  |     | 2–1 |     | 3–1 | 3–0 |
| 3  | Bahrain  | 6  | 3 | 0 | 3 | 8  | 11 | −3  | 9  |                     |     | 0–2 | 0–2 |     | 2–3 |
| 4  | Malaysia | 6  | 0 | 0 | 6 | 3  | 16 | −13 | 0  |                     | 0–4 | 0–0 | 0–0 |     |     |

| Nhật Bản                   | 2–0      | Malaysia |
| -------------------------- | -------- | -------- |
| Higashi 10' · Yamazaki 76' | Chi tiết |          |

| Syria                          | 3–1      | Bahrain             |
| ------------------------------ | -------- | ------------------- |
| Fares 15' · Mardigian 45', 54' | Chi tiết | Shubbar 85' (ph.đ.) |

| Bahrain | 0–2      | Nhật Bản               |
| ------- | -------- | ---------------------- |
|         | Chi tiết | Otsu 44' · Higashi 66' |

| Malaysia | 0–2      | Syria                     |
| -------- | -------- | ------------------------- |
|          | Chi tiết | Solaiman 50' · Nasouh 88' |

| Nhật Bản              | 2–1      | Syria       |
| --------------------- | -------- | ----------- |
| Hamada 45' · Otsu 86' | Chi tiết | Al Soma 75' |

| Malaysia               | 2–3      | Bahrain                      |
| ---------------------- | -------- | ---------------------------- |
| Nazmi 28' · Mahali 69' | Chi tiết | Al Amer 80' · Ahmed 84', 86' |

| Syria                           | 2–1      | Nhật Bản  |
| ------------------------------- | -------- | --------- |
| Osako 19' (l.n.) · Al Salih 90' | Chi tiết | Nagai 45' |

| Bahrain                   | 2–1      | Malaysia   |
| ------------------------- | -------- | ---------- |
| Al Alawi 25' · Farhan 88' | Chi tiết | Hazwan 76' |

| Malaysia | 0–4      | Nhật Bản                                          |
| -------- | -------- | ------------------------------------------------- |
|          | Chi tiết | Sakai 35' · Osako 44' · Haraguchi 55' · Saito 60' |

| Bahrain           | 2–1      | Syria        |
| ----------------- | -------- | ------------ |
| Al Alawi 12', 89' | Chi tiết | Al Douni 86' |

| Syria                            | 3–0      | Malaysia |
| -------------------------------- | -------- | -------- |
| Mardigian 48', 68' · Al Soma 80' | Chi tiết |          |

| Nhật Bản                   | 2–0      | Bahrain |
| -------------------------- | -------- | ------- |
| Ogihara 54' · Kiyotake 59' | Chi tiết |         |

## Cầu thủ ghi bàn
Đã có 73 bàn thắng ghi được trong 36 trận đấu, trung bình 2.03 bàn thắng mỗi trận đấu.
4 bàn thắng
- Mardig Mardigian

3 bàn thắng
- Mohamed Tayeb Al Alawi

2 bàn thắng
- Isa Ahmed
- Keigo Higashi
- Yuki Otsu
- Kim Bo-Kyung
- Kim Hyun-Sung
- Abdulaziz Al-Maqbali
- Fahad Al-Bulushi
- Hassan Al Haidos
- Omar Al Soma
- Kenja Turaev
- Ahmad Khalil

1 bàn thắng
- Hussain Farhan
- Saad Al Amer
- Sayed Shubbar
- Mustafa Ahmad
- Mohannad Abdul-Raheem
- Mohammed Saad Abdullah
- Nabeel Sabah
- Mizuki Hamada
- Genki Haraguchi
- Kensuke Nagai
- Yuya Osako
- Manabu Saito
- Hiroki Sakai
- Ryohei Yamazaki
- Takahiro Ogihara
- Hiroshi Kiyotake
- Baek Sung-Dong
- Cho Young-Cheol
- Nam Tae-Hee
- Yoon Bit-Garam
- Ahmad Hazwan Bakri
- Mahali Jasuli
- Nazmi Faiz
- Nasser Al-Shamli
- Hussain Ali Farah
- Qasim Said Sanjoor Hardan
- Hussain Al Hadhri
- Ahmed Al Nahoyi
- Ibrahim Majid
- Nasser Nabeel
- Yahya Dagriri
- Omar Khudari
- Ahmed Walibi
- Ahmad Al Douni
- Ahmad Al Salih
- Mohamad Fares
- Nasouh Nakdali
- Solaiman Solaiman
- Omar Abdulrahman
- Ahmad Ali
- Fozil Musaev
- Temurkhuja Abdukholiqov
- Oleg Zoteev

1 bàn phản lưới nhà
- Yuya Osako (trong trận gặp Syria)